# Huarapos
Huarapos es un caserío peruano ubicado en el distrito de Canchaque, perteneciente a la provincia de Huancabamba del departamento de Piura, al norte del Perú. 

## Ubicación
Huarapos se ubica al oeste de la provincia de Huancabamba, en el distrito de Canchaque, en el departamento de Piura.

## Demografía
En 2017 Huarapos tenía una población de 130 habitantes.
| Gráfica de evolución demográfica de Huarapos entre 1993 y 2017 |
|                                                                |
| Fuentes: Población 1993 y 2017                                 |